# Сайпресс-Маунтин

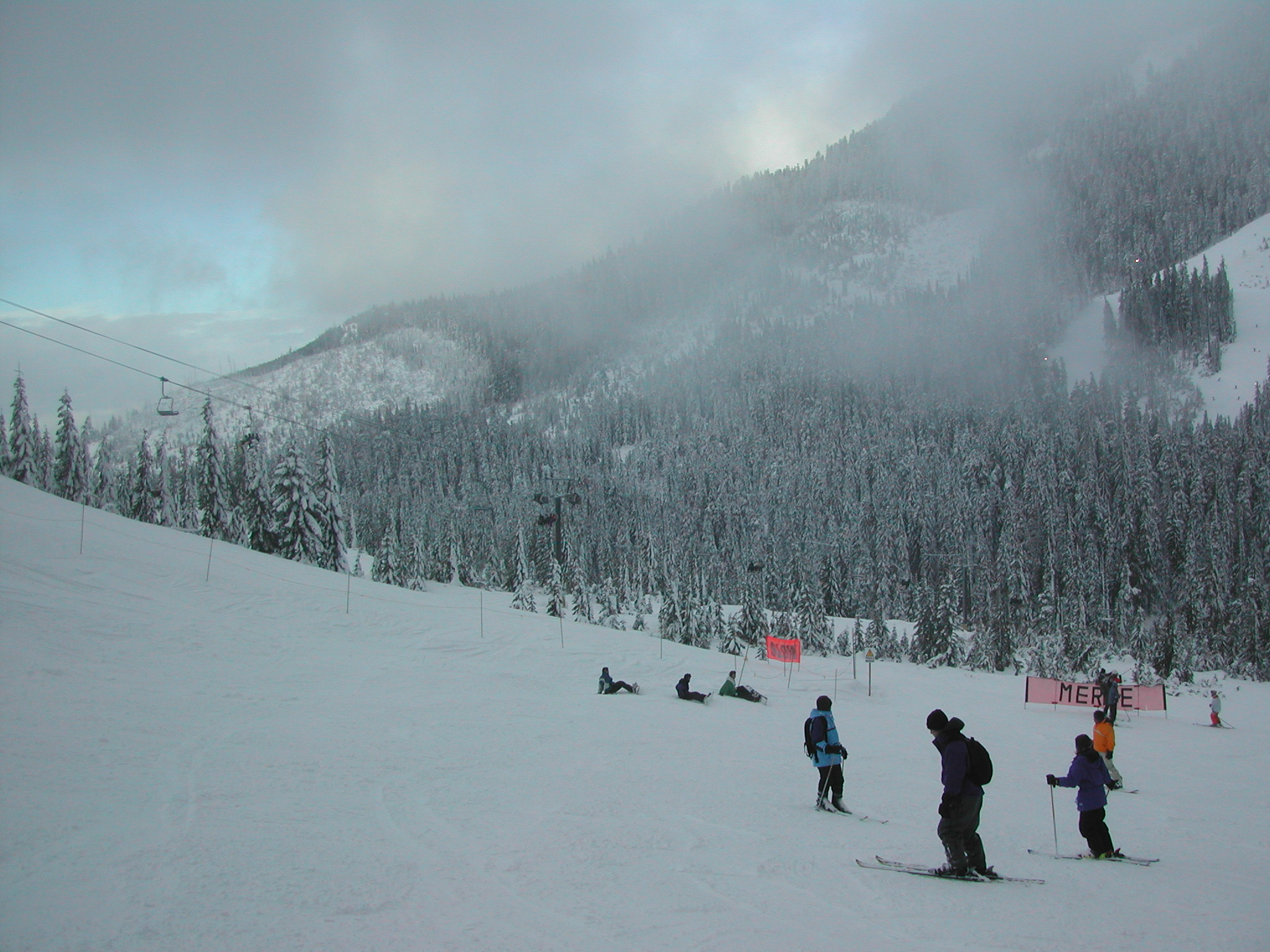

Сайпресс-Маунтин (англ. Cypress Mountain или англ. Cypress Bowl Ski Area) — горнолыжный комплекс в тридцати минутах езды от центра канадского города Ванкувера, одна из арен зимних Олимпийских игр 2010 года.
Территориально относится к округу Вест-Ванкувер (пригород Ванкувера), Британская Колумбия, Канада. Входит в состав природоохранного парка Cypress Provincial Park. В комплекс входят 53 трассы для катания на горных лыжах и сноуборде (из них многие освещаются по вечерам), а также 19 км трасс для любителей беговых лыж. Популярны походы через лесные участки на снегоступах. На территории комплекса расположены школы обучения катанию, пункты проката снаряжения, кафе и спортивный магазин. В 2007 г. на склонах заработала система искусственного оснежения.
Горнолыжные спуски Сайпресс-Маунтин уходят вниз с двух относительно невысоких горных вершин Строн (Mt. Strachan) и Блэк-Маунтин (Black Mountain), высотой 1440 и 1200 метров соответственно. Доступ катающихся на вершины обеспечен шестью подъёмниками кресельного типа. Перепад высот от вершины горы Строн до нижней точки спуска составляет 610 метров.
Во время Олимпиады-2010 на его территории прошли соревнования по лыжному фристайлу и сноуборду.
Следует отметить, что горного пика под названием Сайпресс на территории Cypress Provincial Park не существует. Название горнолыжного комплекса происходит от наименования так называемой чаши, формируемой подножиями трёх соседствующих горных вершин (уже упомянутых Строн и Блэк-Маунтин, а также Холлибёрн-Маунтин (Hollyburn Mountain)). Кипарисовая чаша (Cypress Bowl) — таково оригинальное и по сей день наиболее употребительное название курорта у местных жителей. Кипарисы вида кипарис нутканский являются визитной карточкой природного парка и дали название ему самому и находящемуся на его территории горнолыжному курорту.